# Drugi način
Drugi način (på svenska: Ett annat sätt, namnet är hämtat från Federico García Lorcas dikt) är ett kroatiskt rockband som bildades 1974 i Zagreb av Branko Požgajec, Halil Mekić och Ismet Kurtović. Alla tre hade tidigare varit medlemmar i gruppen Novi akordi. I juni 1975 släppte de sitt första studioalbum Drugi Način, med vilket de omedelbart fick ett stort antal fans.
I slutet av 1976 lämnade Požgajec bandet för militärtjänst, vilket ledde till att Kurtović och Mekić en kort tid bildade sitt eget band Nepočin. När Požgajec 1978 återvände återförenades bandet och släppte sedan två singlar 1978 och 1979, och ett andra studioalbum 1982. Även om bandet växlade musiker uppträdde det frekvent under hela 1980-talet.

## Historia
Branko Požgajec (sång, klaviatur och flöjt ), Halil Mekić (gitarr) och Poldrugac Vjekoslav Wossh (elbas) spelade först i bandet Novi akordi i början av 1970-talet. På den tiden spelade trummisen Adonis Dokuzović också med dem.År 1973 släppte Novi Akordi sin andra singel med låtarna "Opet..." och "Odlazak" . I juli 1974 lämnade trummisen Adonis Dokuzović bandet för att senare flytta till Divlje jagode. Han ersattes av Boris Turina Turko (tidigare medlem av band Crveni koralji och Zlatni akordi).
Hösten 1973 bildade Požgajec, Mekić och Kurtović en ny grupp, Novi način. De tog sitt namn (på förslag av Branko Požgajec) från Federico García Lorcas dikt, "På ett annat sätt". De valde bandets logotyp, ett öga med två pupiller, och speciell utseende av bokstäver för bandets namn. Allt detta utformades konstnärligt av serieförfattaren Igor Kordej . Efter att Halil Mekić 1976 lämnat för militärtjänst, gick Ismet Kurtović Ićo med i bandet, som förutom gitarr spelade flöjt och sjöng. Kurtović stannade kvar i bandet även efter att Mekić återvänt från JNA.
De fortsatte med att skriva nya låtar och de presenterade dem på konserter i Slovenien såväl som på klubbar i Zagreb, mestadels i den kända, nu stängda klubben "Big Ben".

## Första albumet: "Drugi Način"
Under december 1974 och januari 1975 åkte bandet till musikstudion Akademik i Ljubljana, Slovenien där de spelade in material till sitt första album. Efter inspelningen började de leta efter ett skivbolag. Det var inte enkelt; Jugoton avvisade dem och avtalet med skivbolaget Suzy sades upp för de kunde inte enas om skivomslagets design. I slutändan accepterades de av PGP RTB (även om det också var mer av en slump än att de tyckte att det erbjudna materialet var bra) på grund av att den dåvarande redaktören gillade albumets moderna design. Bolaget skrev under kontraktet utan att ha lyssnat på materialet. 
Albumet lockade många fans direkt efter släppet och det kom att återutges flera gånger. En del av texterna, verserna på skivomslaget samt kommentaren till albumets tema skrevs av Boris Turina Turko, som inledde ett av albumets största hits, "Stari grad", med ett recitativ. Albumets låtskrivare var Lidija Matjačić ("Opet"), Davor Alačević ("Carstvo samoće") och Gojko Bjelac ("Lile su kiše" och "Stari grad"). Musiken och arrangemangen på albumet är gjorda av Branko Požgajec, Halil Mekić och Ismet Kurtović Ićo. Alla tre sjunger och spelar flöjt på materialet. På den tiden blev flöjten i rockmusiken populär på grund av den brittiska rockgruppen Jethro Tull. Drugi Način hade två flöjter, och dess imponerande framförande kan höras i låtarna "Lile su kiše", "Žuti list" och "Stari grad ".

## Senaste spelningar
Drugi način återförenades i maj 2000 och uppträdde i Zagrebarenans Dom Sportova, som en öppningsakt för det berömda bandet Jethro Tull som hade varit deras kreativa förebild.

### Singlar
- "Dugi put" / "Izgubljena žena" - (PGP RTB, 1975. )
- "Jugoslavija" / "Crnogorsko kolo" - (PGP RTB, 1976. )
- "Prođe ovaj dan" / "Zadnji put" - (Jugoton, 1978. )
- "Obećaj mi proljeće" / "Balada o osmijehu" - (Jugoton, 1979. )

### Album
- Drugi način - (PGP RTB, 1975. )
- Ponovno na putu - (Suzy, 1982. )
- Drugi način - ( Croatia Records, LP 1992, CD 1994 )
- Zgubidan - (Menart, 2016. )